# 瓦爾基
瓦爾基（羅馬化：Valky）是乌克兰哈爾科夫州博霍杜希夫区瓦尔基市镇内的城市及该市镇的行政中心，2020年7月18日前为瓦爾基區的行政中心。該市距離州府哈爾科夫55公里，始建於1646年，面積13平方公里，海拔高度151米，2022年人口数量为8,577人。

## 图集

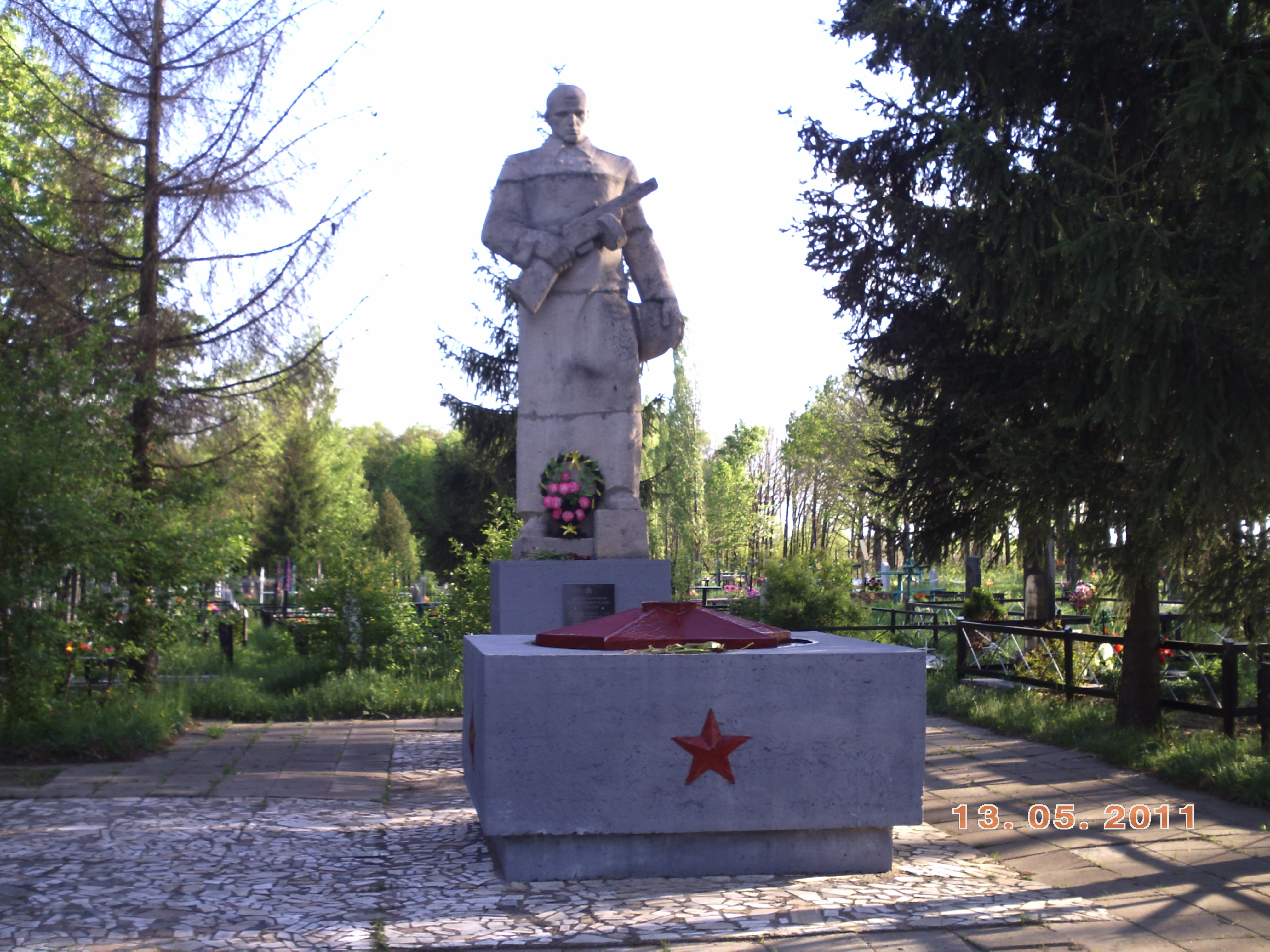

## 來源
1. ↑  周定国 (编). . . 中国对外翻译出版公司. NLC 003756704.
2. ↑   (PDF).   [2023-03-05]. （原始内容存档 (PDF)于2022-08-10）.